# American Guns
American Guns è un programma televisivo trasmesso su Discovery Channel negli Stati Uniti d'America dal 10 ottobre 2011 al 17 dicembre 2012.
Lo show ha come protagonista la famiglia Wyatt, formata dai coniugi Rich & Renee Wyatt e dai figli Kurt e Paige, che gestisce un negozio d'armi chiamato Gunsmoke Guns, situato a Wheat Ridge, in Colorado. I protagonisti si occupano di vendita, scambio, manutenzione e costruzione di armi da fuoco.

## Puntate

### Prima edizione
| nº | Titolo originale                            | Titolo italiano                       | Prima TV USA     | Prima TV Italia  |
| -- | ------------------------------------------- | ------------------------------------- | ---------------- | ---------------- |
| 1  | Family Arms                                 | Armi di Famiglia                      | 10 ottobre 2011  | 15 febbraio 2012 |
| 2  | Guts and Glory                              | Il Coraggio e la Gloria               | 17 ottobre 2011  | 22 febbraio 2012 |
| 3  | Hand Cannon/Pink Pistol                     | Cannone a Mano                        | 24 ottobre 2011  | 29 febbraio 2012 |
| 4  | Wounded Vet Rifle/60s Icons                 | Icone degli Anni '60                  | 31 ottobre 2011  | 7 marzo 2012     |
| 5  | Volleygun/Civil War Trade                   | Commercio di Armi della Guerra Civile | 7 novembre 2011  | 14 marzo 2012    |
| 6  | Diamond Anniversary 1911/Shotgun Willy      | Il Fucile da Caccia "Willy"           | 14 novembre 2011 | 21 marzo 2012    |
| 7  | Cannon Balls/Dream Ruger                    | Palle di Cannone                      | 21 novembre 2011 | 28 marzo 2012    |
| 8  | Hell's Angels Luger/D-Day M1                | D-Day M1                              | 28 novembre 2011 | 4 aprile 2012    |
| 9  | Winchester Yellow Boy/Firefighter Thank You | Grazie Pompiere!                      | 12 dicembre 2011 | 11 aprile 2012   |
| 10 | Custom Barrett/Colt Walker                  | Barrett Personalizzata                | 19 dicembre 2011 | 18 aprile 2012   |

### Seconda edizione
| nº | Titolo originale                             | Titolo italiano                       | Prima TV USA     | Prima TV Italia  |
| -- | -------------------------------------------- | ------------------------------------- | ---------------- | ---------------- |
| 1  | Punt Gun/Blackhawk Down 1911                 | Doppiette e Co.                       | 25 aprile 2012   | 24 ottobre 2012  |
| 2  | Zombie Gun, Rocket Launcher                  | Armi Per Apocalittici                 | 2 maggio 2012    | 31 ottobre 2012  |
| 3  | Avalanche Gun/AR10 Grenade Launcher          | Effetto Valanga                       | 9 maggio 2012    | 7 novembre 2012  |
| 4  | Mortar Gun, Trapdoor Springfield             | La Mortar Gun                         | 16 maggio 2012   | 14 novembre 2012 |
| 5  | Tommy Gun, 20 Pound 50 Cal                   | La Tommy Gun                          | 23 maggio 2012   | 21 novembre 2012 |
| 6  | Nock Gun, Reptile Rifle                      | La Nock Gun                           | 6 giugno 2012    | 28 novembre 2012 |
| 7  | Young Cowboy Action Shooter's Winchester     | Winchester Da Gara Per Giovani Cowboy | 13 giugno 2012   | 5 dicembre 2012  |
| 8  | Double Barrel Cannon, His and Hers Revolvers | I Revolver Di Lui E Di Lei            | 27 giugno 2012   | 12 dicembre 2012 |
| 9  | Lapua Sniper Rifle/Machine Gun Cache         | Fucile Da Cecchino                    | 11 luglio 2012   | 9 gennaio 2013   |
| 10 | Helicopter Machine Gun, BMX Challenge        |                                       | 18 luglio 2012   |                  |
| 11 | Motorcycle Shotgun                           |                                       | 25 luglio 2012   |                  |
| 12 | Bull Rider Gun, Texas Ranger Cache           |                                       | 1º agosto 2012   |                  |
| 13 | Winchester Truck Gun, Ducks Guns             |                                       | 8 agosto 2012    |                  |
| 14 | Wyatt Earp Buntine Special, S&W Pitch        |                                       | 22 agosto 2012   |                  |
| 15 | Howdah Pistol; Superbowl Champ Rifle         |                                       | 29 agosto 2012   |                  |
| 16 | Sturgis S&W/1898 Krag-Jorgensen              |                                       | 5 settembre 2012 |                  |